# Лапин, Сергей Юрьевич
Сергей Юрьевич Лапин (укр. Сергій Юрійович Лапін; род. 14 мая 1962 года в Горьковской области) — украинский тренер по боксу. Заслуженный тренер Украины.

## Биография
Родился 14 мая 1962 года в Горьковской области. Некоторое время проживал в Дзержинске. В 1989 году Лапин переехал в Крым, жил в селе Ромашкино Сакского района, а работал в отделении бокса Евпаторийской ДЮСШ. Позже, Лапин открыл секцию бокса в Симферополе.
Работал тренером в спортивном клубе «Таврия». С 2001 по 2014 — тренер-преподаватель Крымской республиканской школы высшего спортивного мастерства и тренер спортивного клуба «Первый раунд» в Симферополе.
Среди его воспитанников — боксёры Сергей Доценко (серебряный призёр Олимпийских игр 2000 года), Александр Усик (Олимпийский чемпион 2012 года) и Ботиржон Ахмедов (участник Олимпийских игр 2016). Под руководством Лапина Усик сумел завоевать бронзовую награду чемпионата Европы 2006 года в Болгарии.
Окончил Запорожский национальный университет в 2010 году.
Лапин также является старшим тренером юниоров в сборной Крыма.
В 2015 году он основал «Академию бокса имени С. Ю. Лапина» в Симферополе.

## Семья
Старший сын — Сергей Лапин (родился в 1988 году). Чемпион Украины по боксу. Мастер спорта Украины международного класса.
Младший сын — Даниэль Лапин (родился в 1997 году). Выступает в полутяжёлом весе. Мастер спорта.

## Награды и звания
- Заслуженный тренер Украины
- Заслуженный работник физической культуры и спорта Украины[14]
- Заслуженный работник физической культуры и спорта Автономной Республики Крым (2011)[15]